# Audio Lessonover?
Audio Lessonover? é o quarto álbum de estúdio da banda Delirious?, lançado a 6 de Agosto de 2001.
Seguido de uma música mais experimental nos discos anteriores, Mezzamorphis e Glo, a banda introduziu uma sonoridade mais pop, neste novo álbum, influenciado entre outros por bandas como Coldplay, Radiohead e Manic Street Preachers. Muitas das músicas foram gravadas em estúdio e ao vivo, que deram uma sonoridade mais crua.
Durante 2001, a banda fez uma promoção extensiva do disco, tendo sido acompanhada por Bon Jovi e Matchbox 20, nos cinco dias da torné "One Wild Night".
O disco estreou no nº 58 do UK Albums Chart.
| Críticas profissionais                                                      | Críticas profissionais |
| Avaliações da crítica                                                       | Avaliações da crítica  |
| Fonte                                                                       | Avaliação              |
| --------------------------------------------------------------------------- | ---------------------- |
| Cross Rhythms                                                               | [ 6 ]                  |
| Jesus Freak Hideout                                                         | [ 7 ]                  |
| Q                                                                           | [ 8 ]                  |
| The Phantom Tollbooth                                                       | (sem nota)             |
| Esta tabela precisa de ser acompanhada por texto em prosa. Consulte o guia. |                        |

## Faixas
Todas as faixas por Martin Smith e Stuart Garrard.
1. "Waiting for the Summer" – 3:25
2. "Take Me Away" – 3:24
3. "Love is the Compass" – 3:32
4. "Alien" (Smith) – 4:21
5. "Angel in Disguse" – 4:32
6. "Rollercoaster" – 3:46
7. "Fire" – 3:35
8. "There is an Angel" (Smith) – 5:15
9. "Bicycle Gasoline" – 4:55
10. "A Little Love" (Smith) – 4:10
11. "Show Me Heaven" – 3:23
12. "America" (Smith) – 3:29
13. "Stealing Time" – 14:12

## Créditos
- Martin Smith - Vocal, guitarra
- Stuart Garrard - Guitarra, vocal de apoio
- Stewart Smith - Bateria, percussão, vocal de apoio
- Jon Thatcher - Baixo, teclados, baixo
- Tim Jupp - Teclados
- Tony Patoto - Vocal de apoio